# Peter Larsen (medieforsker)
 Der er flere personer med dette navn, se Peter Larsen.
Peter Larsen (født 1943 i Helsingør) er en dansk medieforsker. Siden 1988 har han været professor i medievidenskab ved Universitetet i Bergen, Norge.
Larsens forskning er humanvidenskabeligt og socialhistorisk orienteret. Han har specielt arbejdet med tekstanalytiske og historiske problemstillinger knyttet til ældre og nyere billedmedier. I sit teoretiske og analytiske arbejde har han været inspireret af semiotiske, psykoanalytiske og nyere retoriske teoridannelser.
I perioden 2003-07 var Larsen leder af Fotografiet i kulturen, et nationalt forskningsprojekt finansieret af Norges Forskningsråd, og han har siden 2000 publiceret en række bøger om fototeoretiske og fotohistoriske emner.

## Karriere
Peter Larsen blev student fra Helsingør Gymnasium i 1962 og studerede derefter nordisk og senere filmvidenskab ved Københavns Universitet.
Efter cand.mag.-eksamen i 1972 blev han ansat som adjunkt i tekstvidenskab og senere som lektor på Roskilde Universitetscenter. Fra 1978 var han lektor med særlig henblik på medievidenskab ved Institut for Litteraturvidenskab ved Københavns Universitet. I 1988 blev han udnævnt til professor i humanistisk medievidenskab ved Institutt for medievitenskap (nuværende Institutt for informasjons- og medievitenskap) på Universitetet i Bergen. Fra 2013 er han professor emeritus sammesteds.
Udover sin medievidenskabelige produktion har Larsen haft en omfattende populærvidenskabelig virksomhed. Han var mediekommentator ved Socialistisk Dagblad og Information i 1980’erne og har siden 1993 været fast musikanmelder og kommentator ved den norske avis Bergens Tidende.
Han er gift med Karin Grüner Larsen, tidligere hovedbibliotekar ved Kunst- og designhøgskolen i Bergen.

### Bøger
- 1974: Filmanalyser: Historien i filmen (med Michael Bruun Andersen o.fl.), København: Røde Hane.
- 1980: Visuel Kommunikation I-II (med Bent Fausing), København: Medusa.
- 1982: Billeder: Analyse og historie (med Bent Fausing), København: Dansklærerforeningen.
- 1985: Dansk Litteraturhistorie, Bind 8. Velfærdsstat og kulturkritik (med Michael Bruun Andersen o.fl.), København: Gyldendal.
- 1989: Film og Samfund (med Michael Bruun Andersen), Skriftrække for Institut for Film, TV og Kommunikation, København: Københavns Universitet.
- 1989: Tidens Tegn, København: Akademisk Forlag.
- 1990: Imports/Exports: International Flow of Television Fiction (redaktør), Paris: Unesco.
- 1991: Det Private Øje. Et essay om Billeder og Blikke, København: Akademisk Forlag.
- 1999: Medievitenskap 1-4 (redaktør med Liv Hausken). Bergen: Fagbokforlaget.
- 2004: Album. Fotografiske motiver, Oslo: Spartacus; København: Tiderne Skifter.
- 2005: Filmmusikk. Historie, analyse, teori, Oslo: Universitetsforlaget.
- 2007: Norsk fotohistorie. Frå daguerreotypi til digitalisering (med Sigrid Lien), Oslo: Det norske Samlaget.
- 2007: Film Music, London: Reaktion Books (engelsk oversættelse av Filmmusikk, 2005).
- 2008: Medievitenskap 1-4, 2. udgave (redaktør sammen med Liv Hausken), Bergen: Fagbokforlaget.
- 2008: Kunsten å lese bilder (med Sigrid Lien), Oslo: Spartacus.
- 2009: 电影音乐 (kinesisk oversættelse av Filmmusikk, 2005), Shandong, Kina: Shandong Pictorial Publishing House.
- 2013: Ibsen og fotografene. 1800-tallets visuelle kultur, Oslo: Universitetsforlaget.
- 2013: Filmmusikk. Historie, analyse, teori, 2. udgave, Oslo: Universitetsforlaget.

### Udvalgte artikler efter 2000
- 2001: «Rhetoric, Rhetorical Analysis», in Paul B. Baltes og Neil J. Smelser (red.): International Encyclopedia of Social and Behavioral Sciences, Amsterdam: Elsevier
- 2001: «The Sound of Images. Classical Hollywood and Music», in Ib Bondebjerg (red.): Moving Image Culture and The Mind, Luton: University of Luton Press.
- 2002: «Bourdieu og kålhovedet. Essay om fotografiets teoretiske anvendelser», in Norsk medietidsskrift, 1.
- 2003: «Urban Legends: Notes on a Theme in Early Film Theory», in Lennard Højbjerg, Peter Schepelern (red.): Film style and story. A tribute to Torben Grodal, København: Museum Tusculanum Press
- 2005: «From Bayreuth to Los Angeles: Classical Hollywood Music and the Leitmotif Technique», in Dominique Nasta, Didier Huvelle (red.): Le son en perspective: nouvelles recherches, Repenser le cinéma, Bruxelles: P.I.E.- Peter Lang.
- 2007: «At tale på en anden måde. Note om Roland Barthes og fotografiet», in Carsten Meiner (red.): Roland Barthes. En antologi, København: Museum Tusculanums Forlag.
- 2008: «Musikalsk offentlighet. Bruddstykker av musikkritikkens historie», in Karl Knapskog og Leif Ove Larsen (red.): Kulturjournalistikk. Pressen og den kulturelle offentligheten, Oslo: Scandinavian Academic Press.
- 2010: «The Grey Area. A Rough Guide: Television Fans, Internet Forums, and the Cultural Public Sphere», in Jostein Gripsrud (red.): Relocating Television. Television in the Digital Context, London & New York: Routledge.
- 2010: «Et liv i bilder. Den fotografiske Ibsen-biografi», Astrid Sæther m.fl. (red.): Den biografiske Ibsen, Acta Ibseniana, Oslo: Senter for Ibsen-studier.
- 2010: «Den visuelle ekspansjonen», in Guri Hjeltnes (red.): Imperiet vakler 1945 - 2010, Norsk presses historie 1660-2010, bd. III, Oslo: Universitetsforlaget.
- 2010: «The Sounds of Change: Representations of Music in European Newspapers 1960-2000» (med Klaus Bruhn Jensen), in Jostein Gripsrud and Lennart Weibull (eds.): Media, Markets & Public Spheres. European Media at the Crossroads, London; Intellect.
- 2011: «Mediated Fictions», in Klaus Bruhn Jensen (red.): A Handbook of Media and Communication Research. Qualitative and Quantitative Methodologies, London & New York: Routledge.
- 2014: «1939-1969 Norwegian Photography», in The History of European Photography 1939-1967. Bratislava: Central European House of Photography, 2014.
- 2014: «From Figure to Figuration. On Film and Rhetoric», in Jens Elmelund Kjeldsen & Jan Grue (red.): Scandinavian Studies in Rhetoric. Ödåkra: Retorikförlaget.
- 2016: «Text», in Klaus Bruhn Jensen, Robert T. Craig (eds.): The International Encyclopedia of Communication Theory and Philosophy, Oxford: Wiley-Blackwell.
- 2016: Rhetorical Analysis, in James D. Wright (ed.): International Encyclopedia of the Social & Behavioral Sciences, Second Edition, Oxford: Elsevier.